# Exposition universelle de Bruxelles de 1958
Ne doit pas être confondu avec Exposition internationale de Bruxelles de 1897, Exposition universelle de Bruxelles de 1910 ou Exposition universelle de 1935.
 (juin 2017).
Si vous disposez d'ouvrages ou d'articles de référence ou si vous connaissez des sites web de qualité traitant du thème abordé ici, merci de compléter l'article en donnant les références utiles à sa vérifiabilité et en les liant à la section « Notes et références ».
L'Exposition universelle de 1958 ou Expo 58, officiellement Exposition universelle et internationale de Bruxelles, s'est tenue du 17 avril au 19 octobre 1958 sur le plateau du Heysel et attira près de 42 millions de visiteurs.
L’Expo 58 laisse un profond souvenir en Belgique. Elle est aussi le prétexte d'importants bouleversements et travaux dans la ville de Bruxelles dont les boulevards sont transformés en autoroutes urbaines. L'Atomium, construit pour l’occasion, est devenu l'une des images de marque incontournables de Bruxelles.

## Contexte
Première Exposition universelle de l'après Seconde Guerre mondiale en Europe, l'événement est profondément lié à son époque. En 1958, les traces du conflit en Europe de l'Ouest commencent à s'estomper. La guerre froide fait temporairement place à la Coexistence pacifique. L'ONU, l'OTAN et la Communauté économique européenne, viennent d’être créées. Les troubles annonciateurs de la future décolonisation ne sont pas encore perçus en Belgique. Le premier spoutnik est en orbite, les innovations technologiques surgissent les unes après les autres. Au cœur des Trente Glorieuses, la population entre dans la société de consommation et espère être à l'aube d'une période de paix, de prospérité et de progrès. Ce contexte incite les pays participants à rivaliser d'ingéniosité dans la conception de leurs pavillons et dans les nouveautés présentées.
L'exposition est baignée d'une atmosphère d'émerveillement et d'euphorie.

## L’Exposition

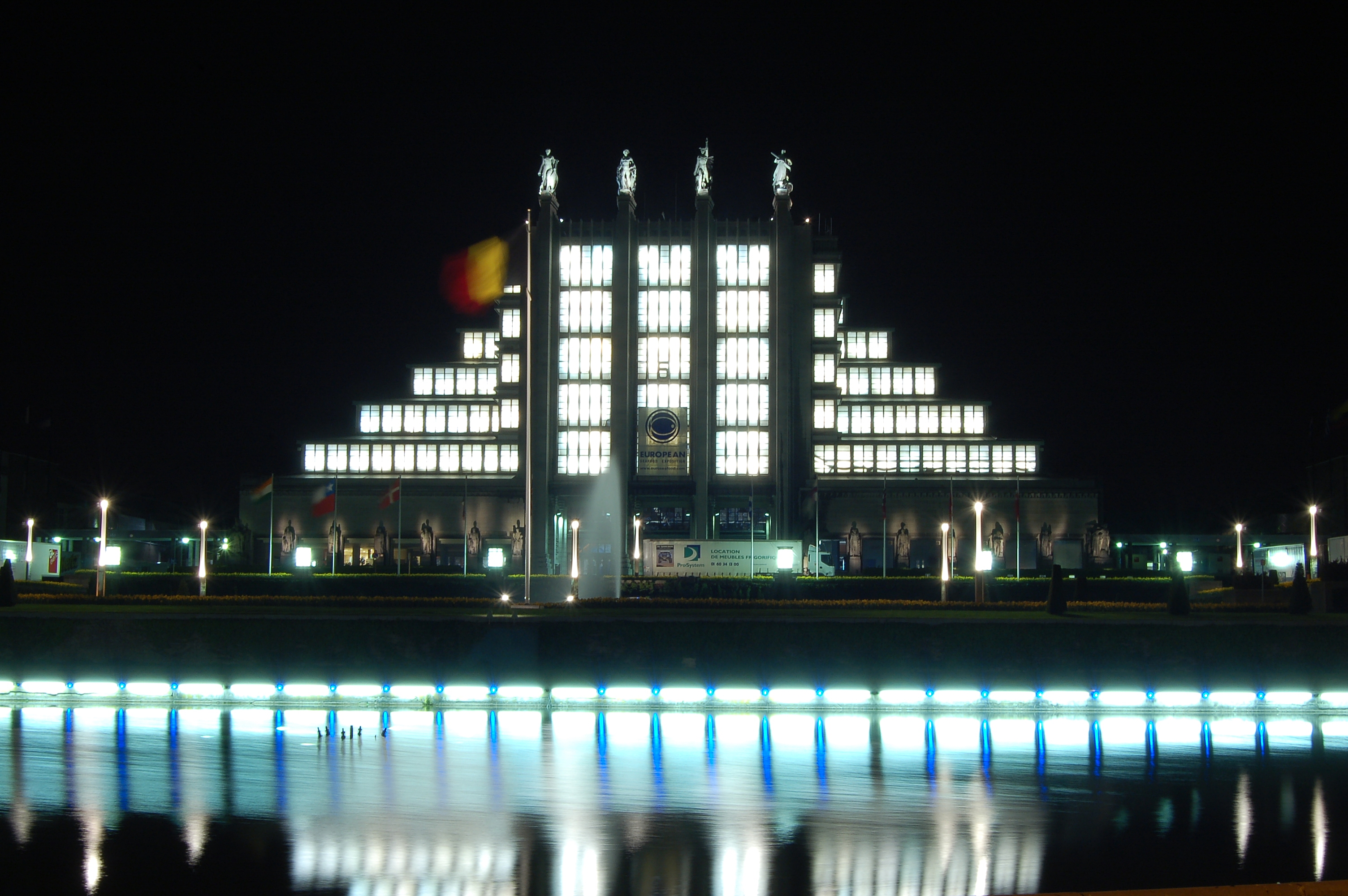
Palais 5 de 1935.

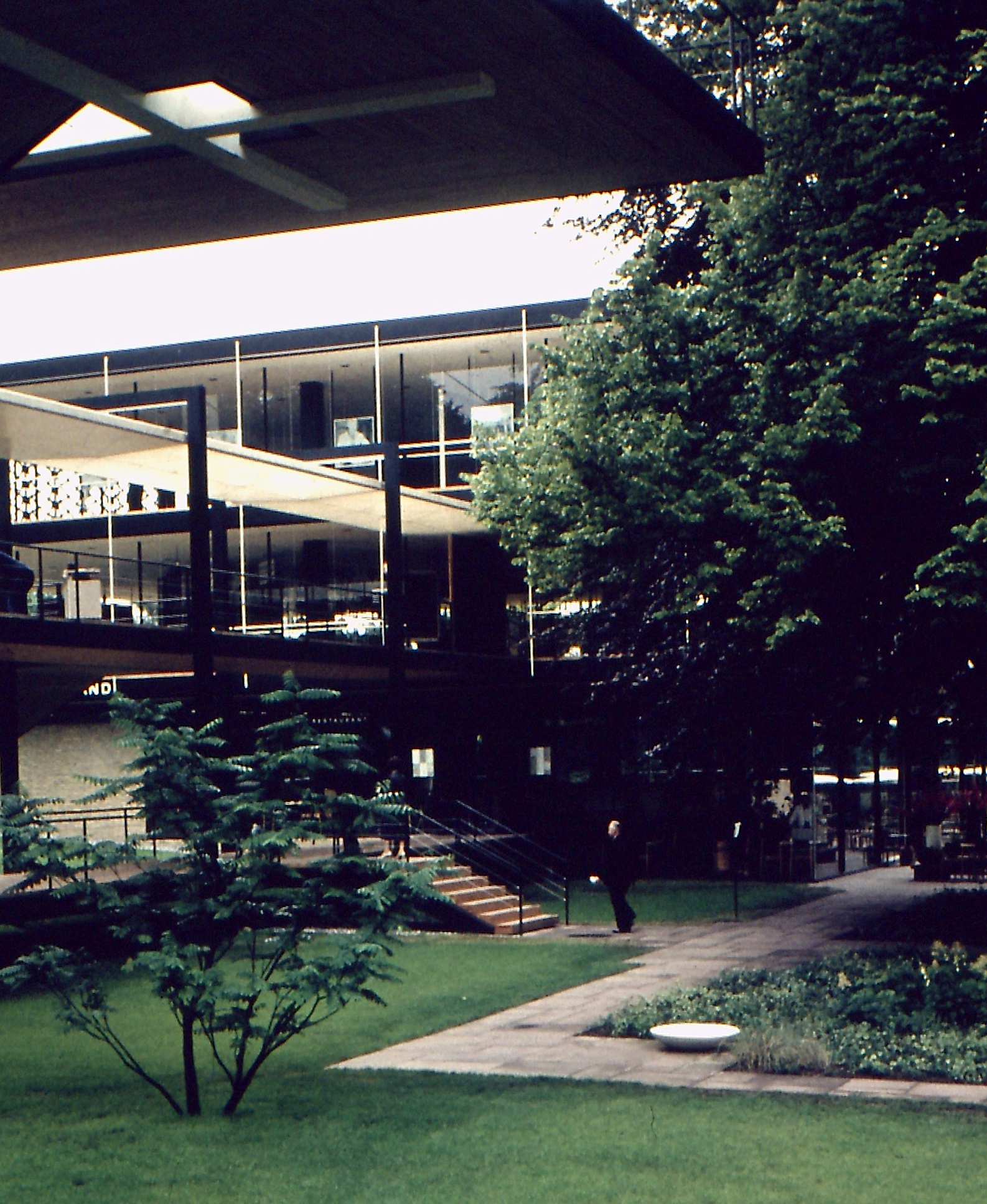
Expo Brussels 1958, pavillon de l'Allemagne réalisé par Egon Eiermann et Sep Ruf.

Initialement prévue pour l’année 1955 et reportée en raison de la guerre de Corée et des tensions internationales, l’Exposition est inaugurée, à l’issue de trois ans de travaux, par le roi Baudouin le 17 avril 1958 et se déroule jusqu’au 19 octobre de la même année.
Au site du Heysel, dont le palais des expositions a déjà accueilli l’Exposition universelle de Bruxelles de 1935, sont joints le parc de Laeken, le bois d’Ossegem et le château du Belvédère et son parc, l’ensemble représentant une surface de 200 hectares. Le déplacement des visiteurs y est assuré par un téléphérique et un réseau de trains.
Parmi les 43 pays participants, les pavillons les plus importants et les plus fréquentés sont ceux de l’Union soviétique et des États-Unis. Le premier fait la part belle au premier satellite artificiel Spoutnik lancé le 4 octobre 1957, et célébré par des maquettes et des quantités d'insignes décoratifs, qui ne s'appellent pas encore des pin's. Le second présente un film à 360° (procédé à 9 écrans présenté comme circorama, par analogie avec le mot cinérama désignant alors un procédé à trois écrans), nommé America the Beautiful, plus tard présenté par les parcs Disney. Le Pavillon Américain a également servi de salle de concert pour l'Orchestre symphonique de la septième armée dirigé par Edward Lee Alley,.
Dans la section du Congo belge, se trouvait une reconstitution de village congolais, voulant représenter l'artisanat traditionnel. Les figurants, congolais, ont fini par quitter le village à cause de l’attitude des visiteurs, dont certains leur jettent des bananes, et à la polémique que ce zoo humain suscite.

## Galerie

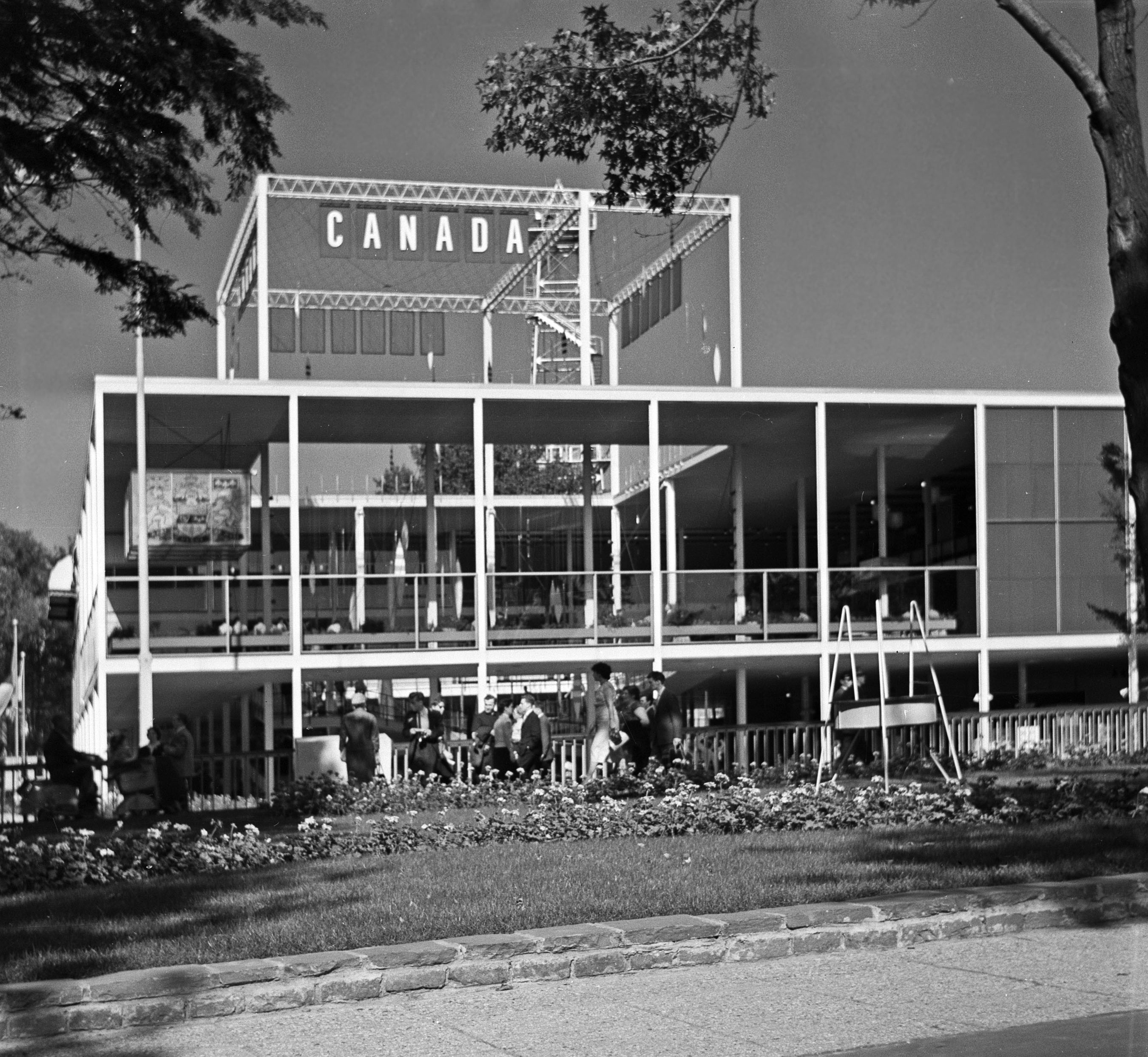
Pavillon du Canada.
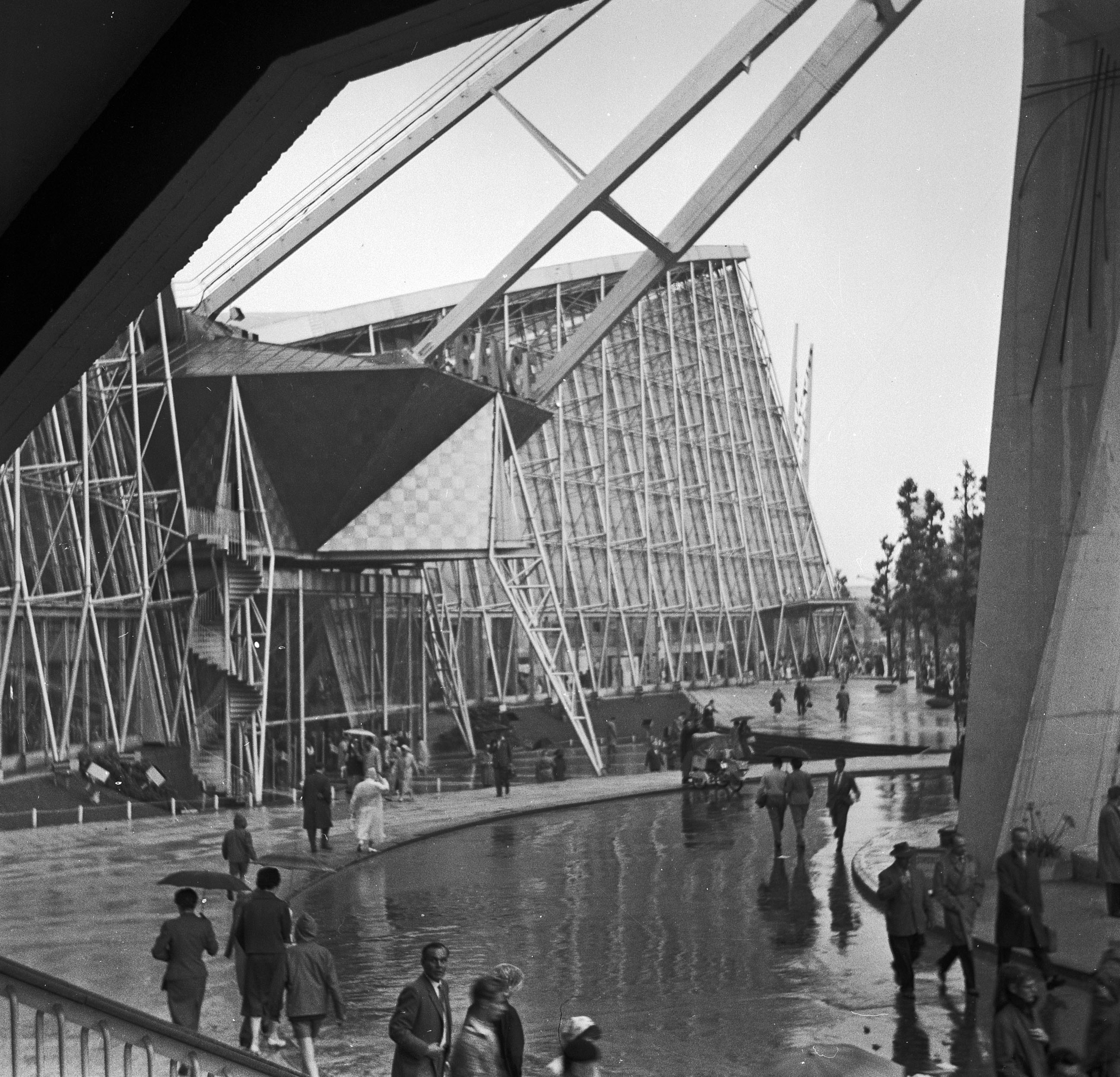
Pavillon français.
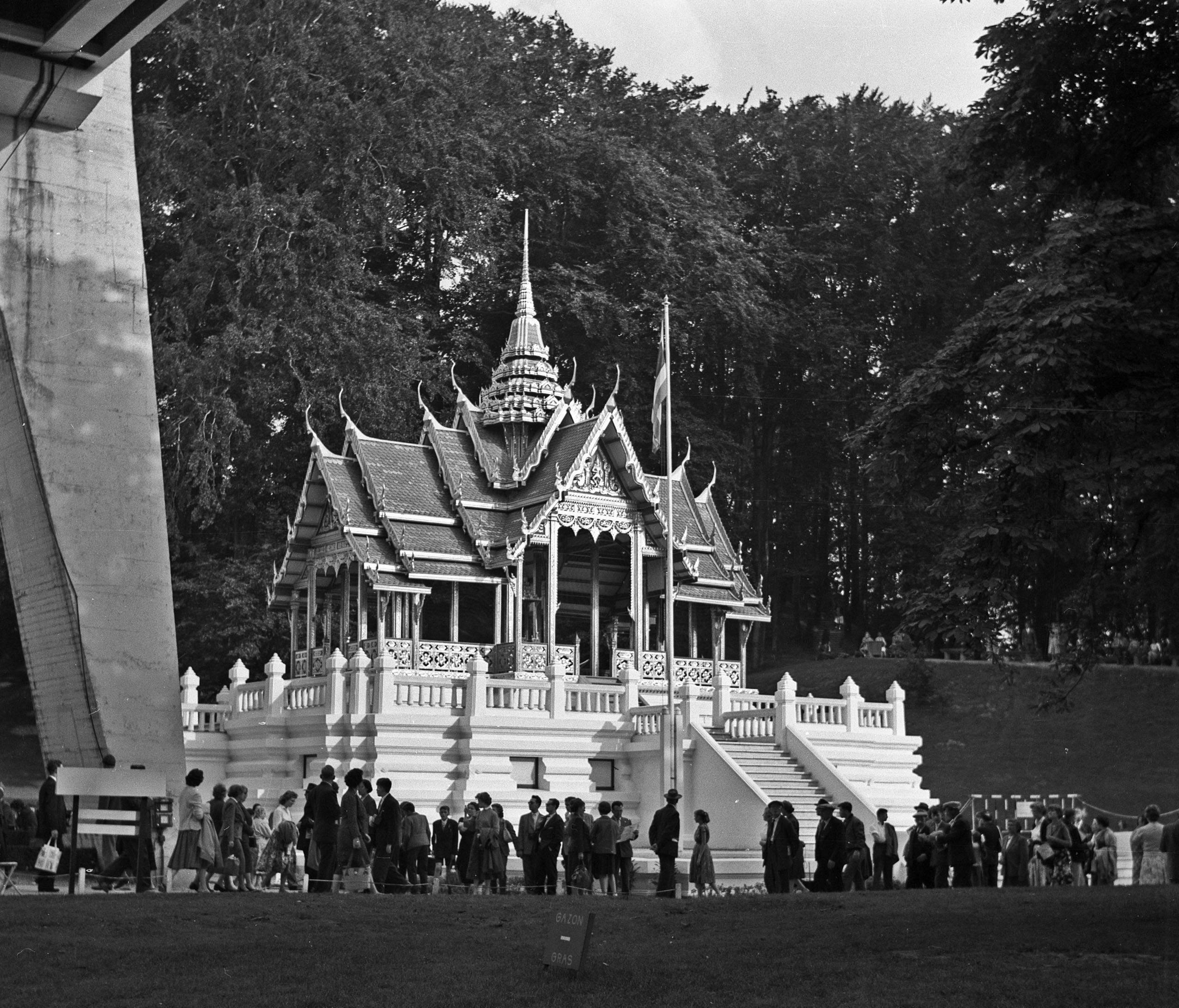
Pavillon de Thaïlande.
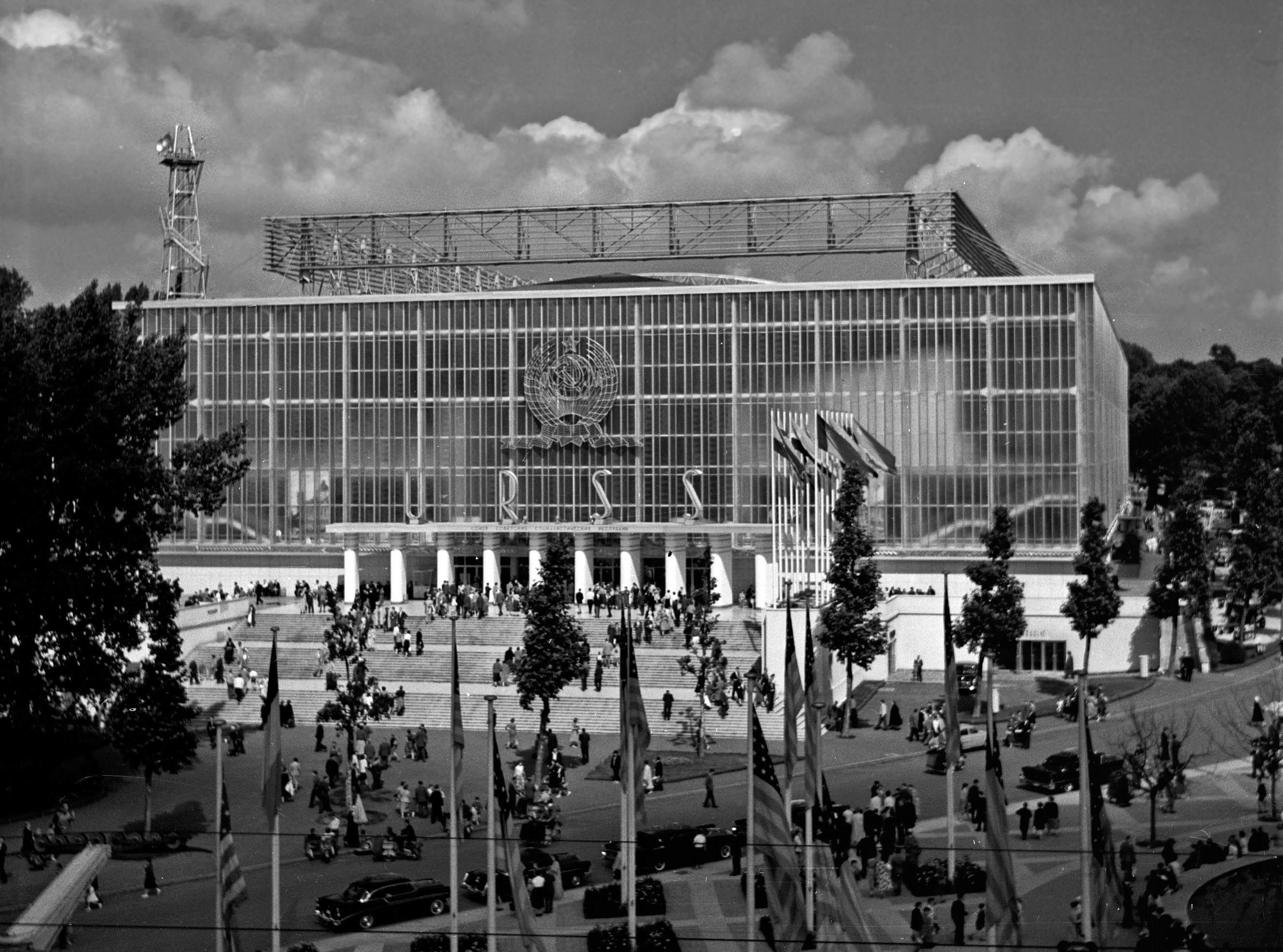
Pavillon de l'URSS.
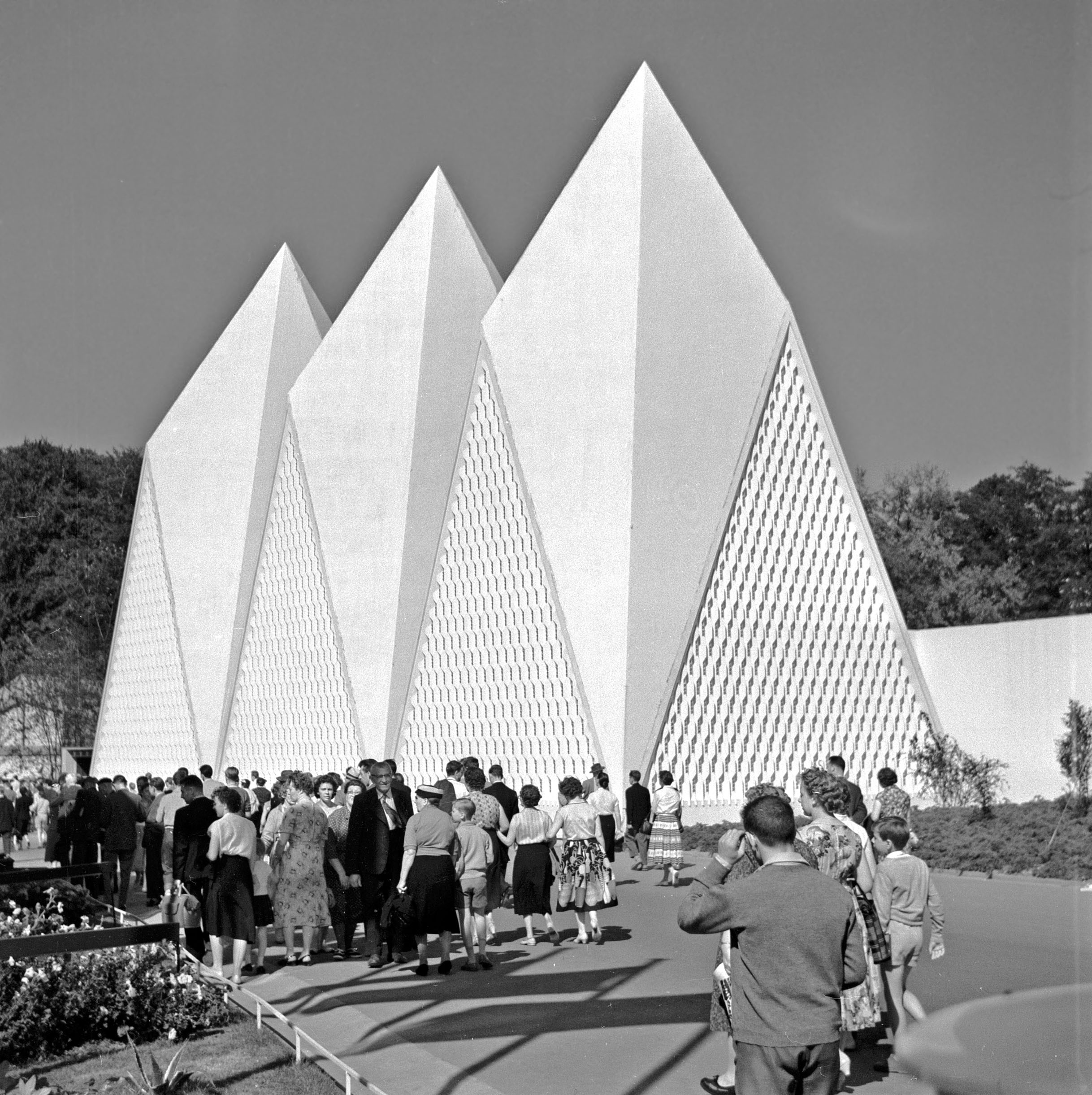
Pavillon du Royaume-Uni.
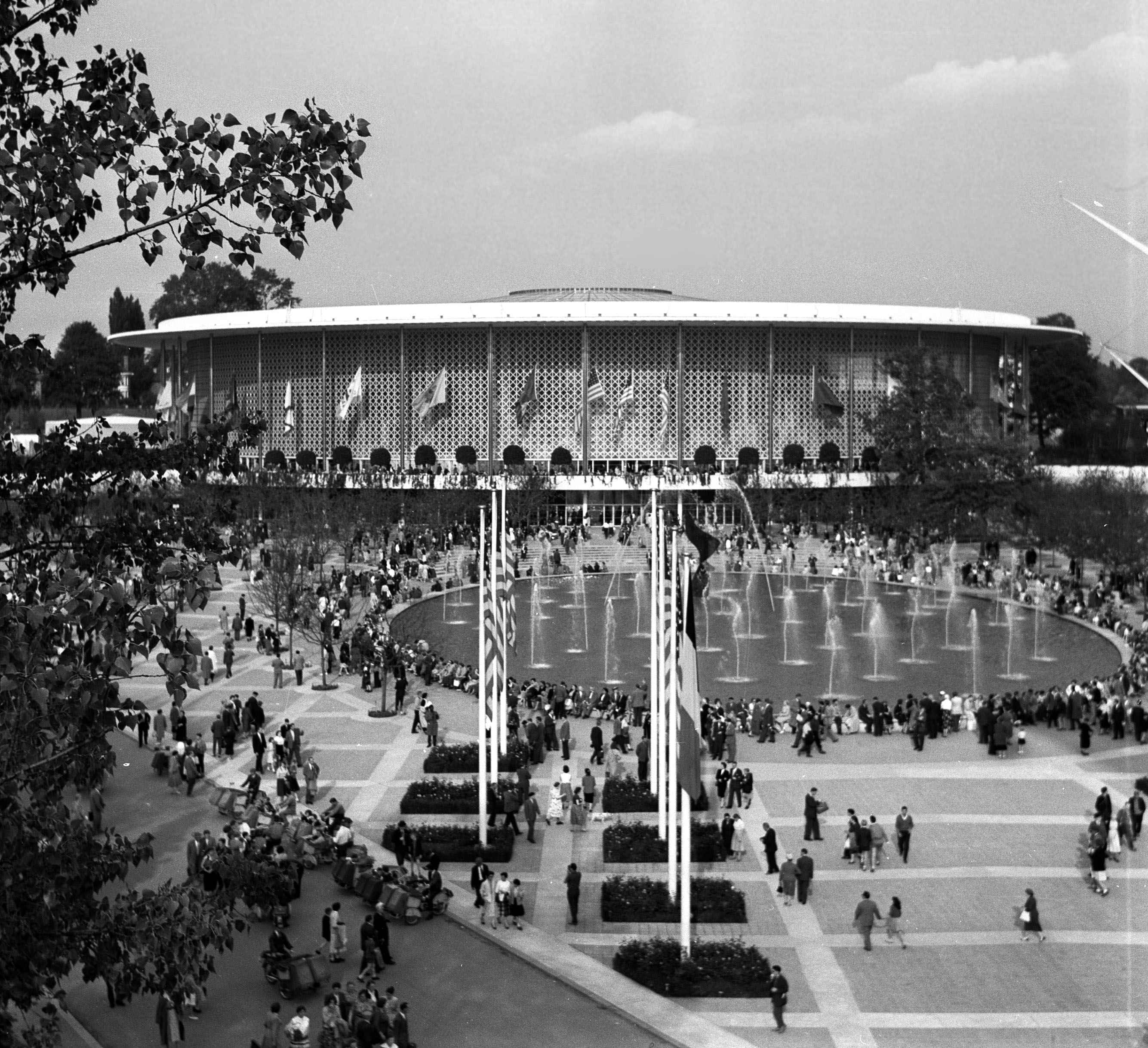
Pavillon des États-Unis.
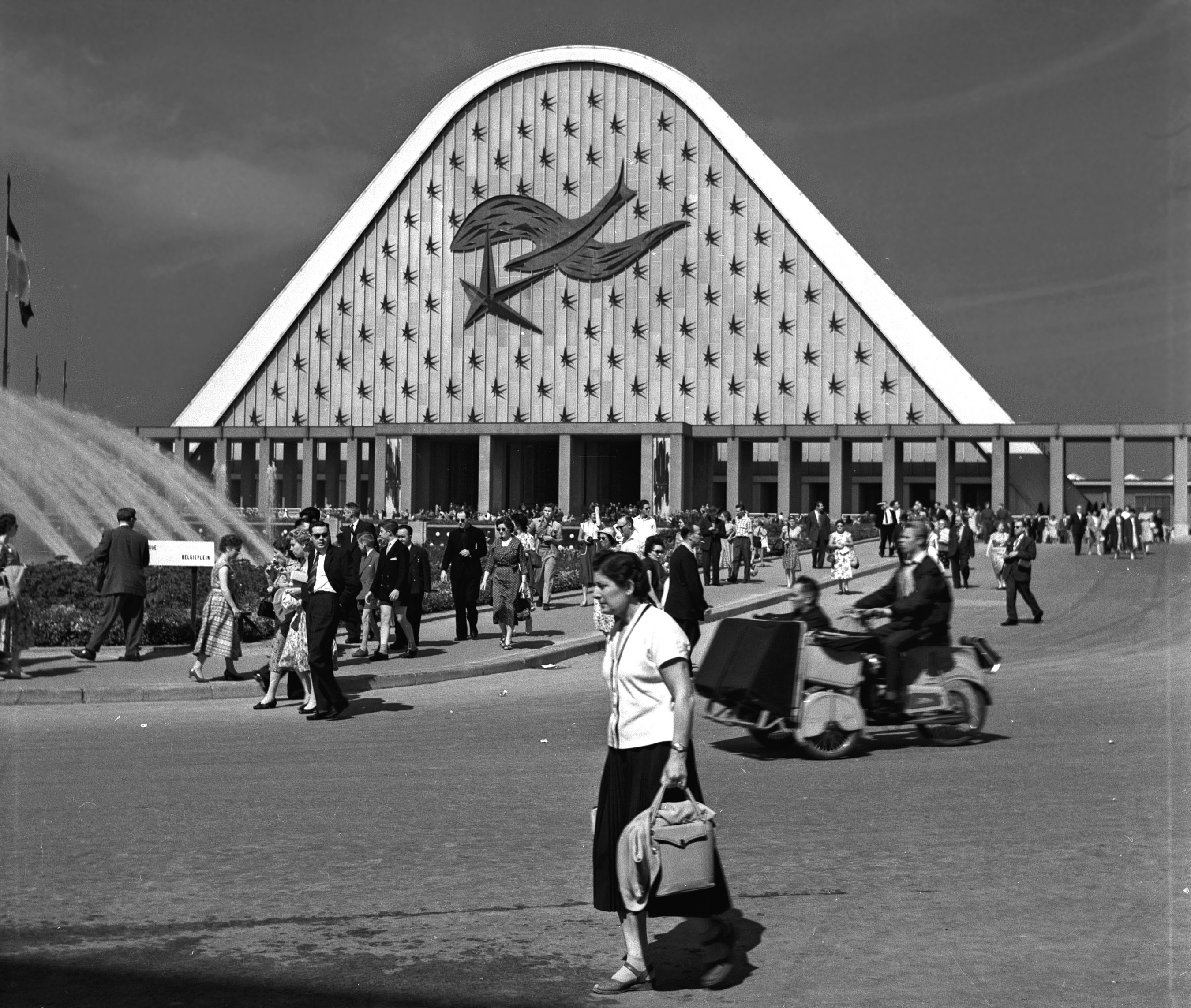
Façade du Grand Palais.
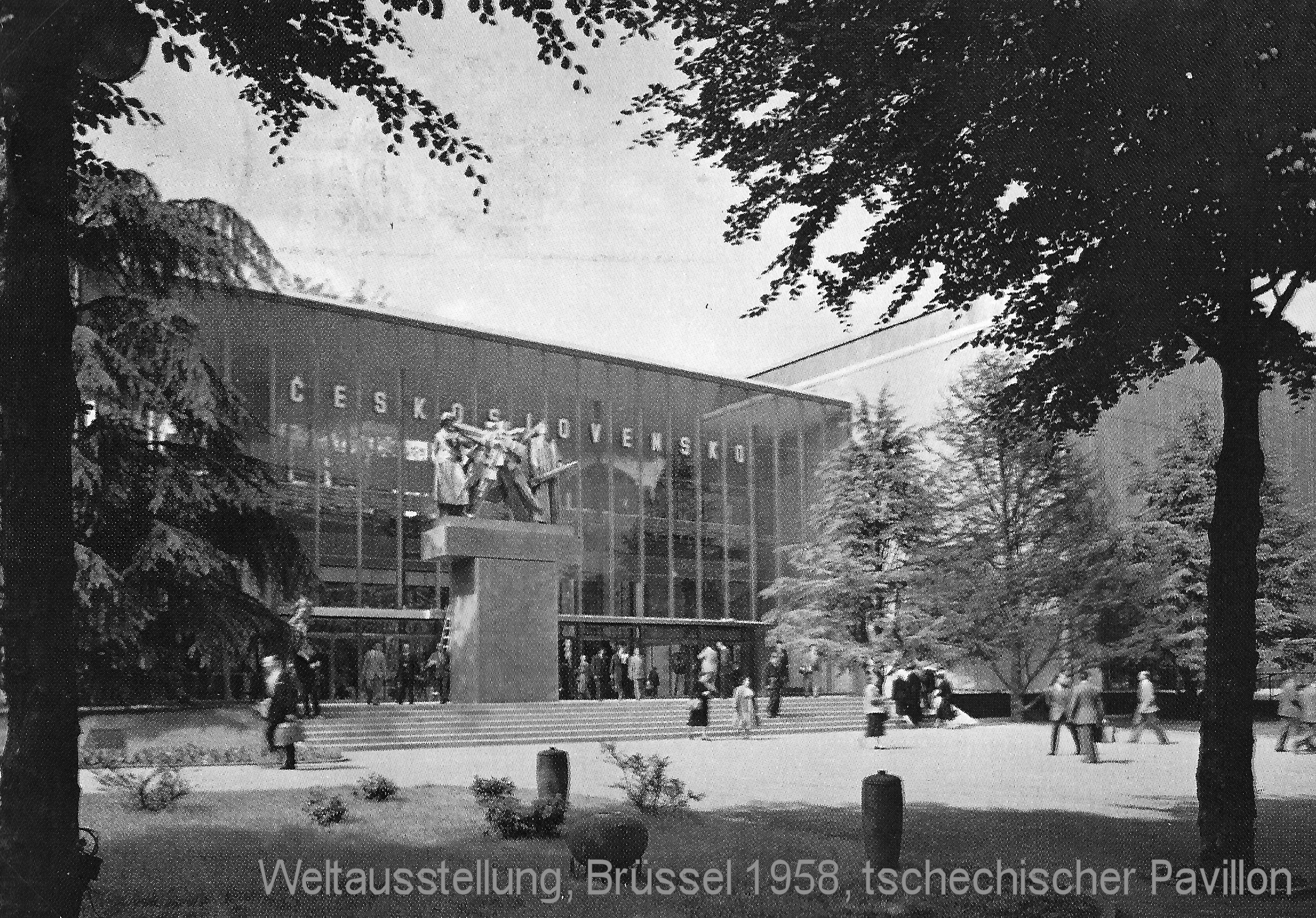
Pavillon tchécoslovaque.
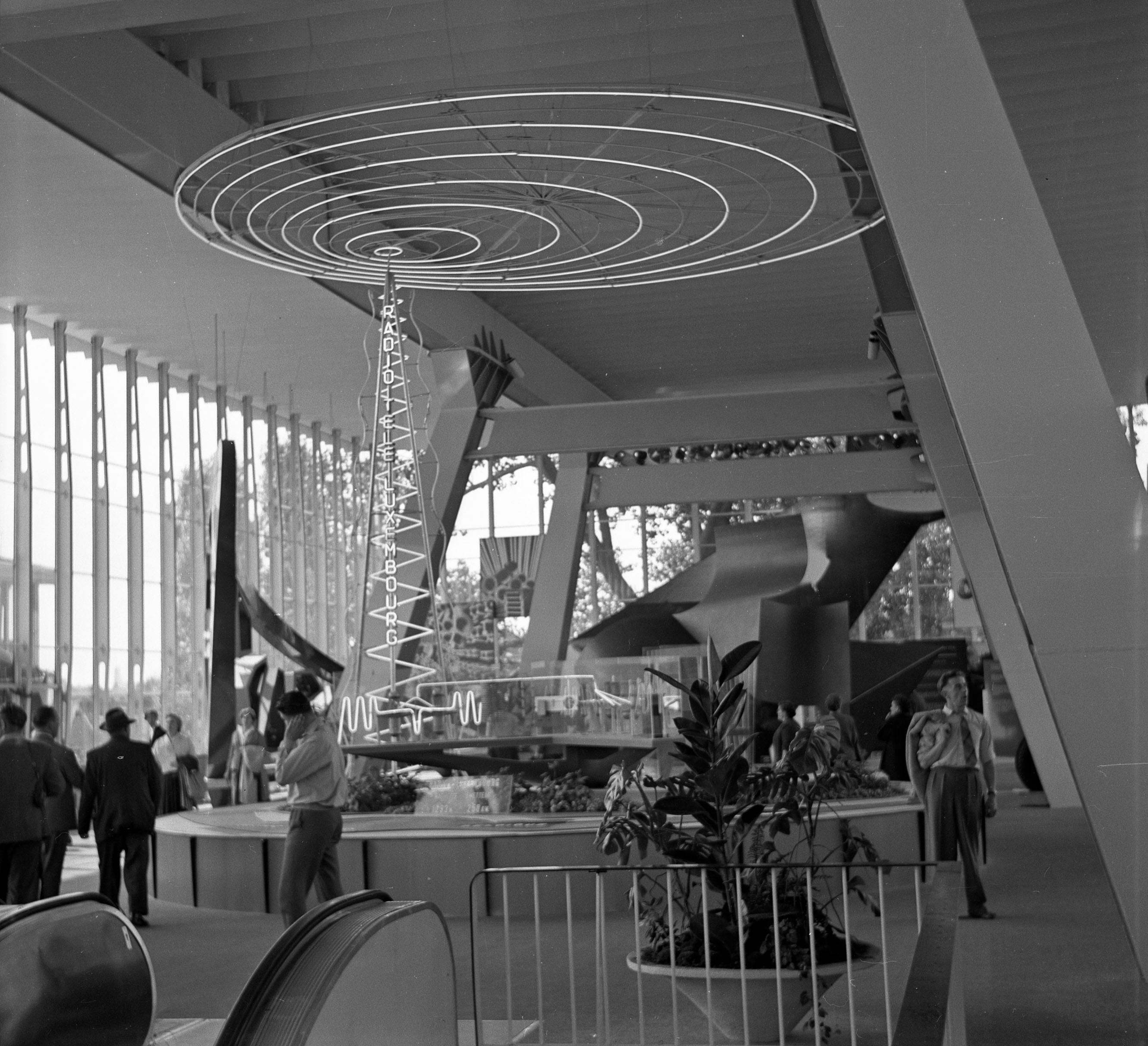
Interieur du pavillon du Luxembourg.
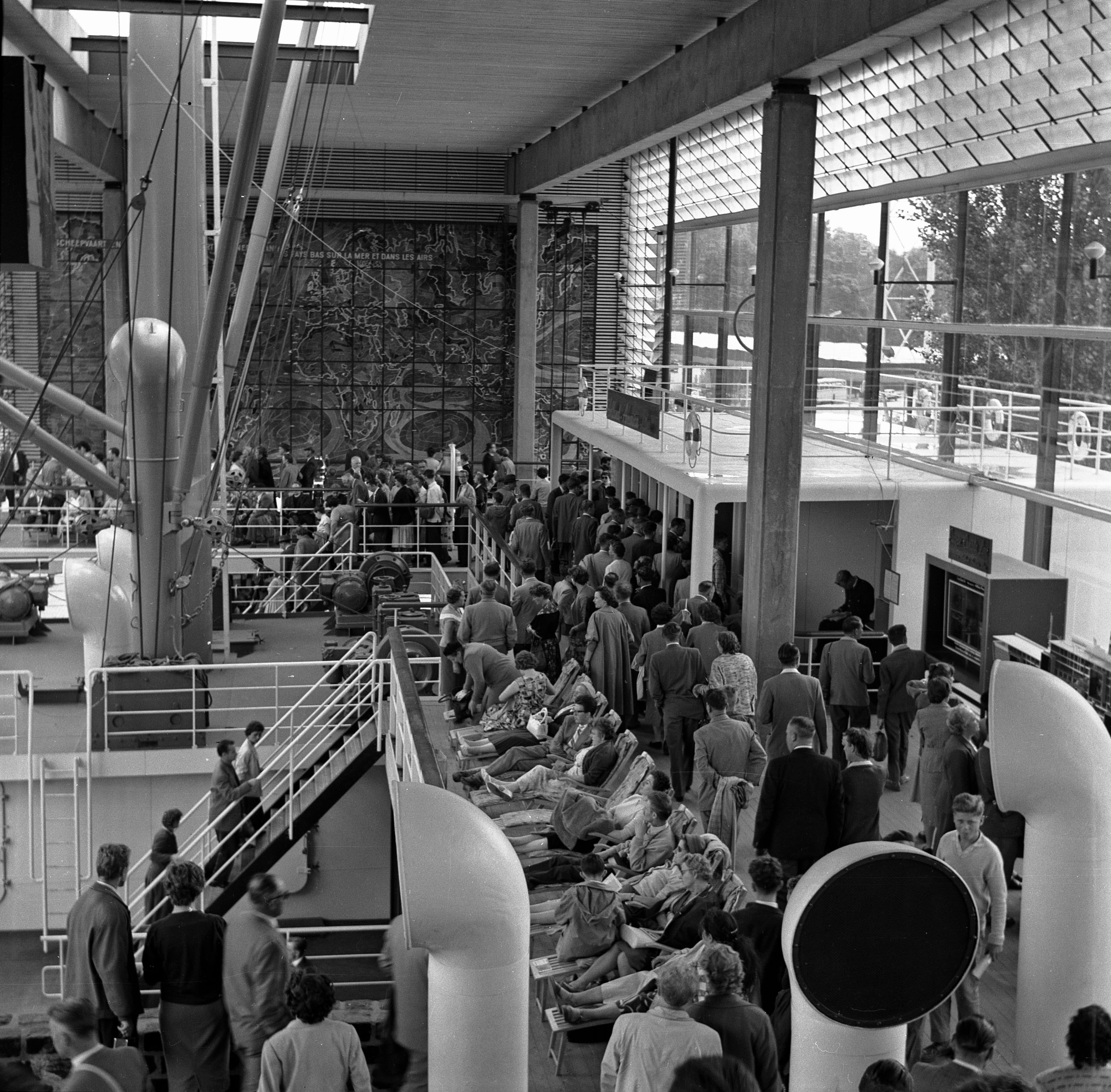
Interieur du pavillon des Pays-Bas.
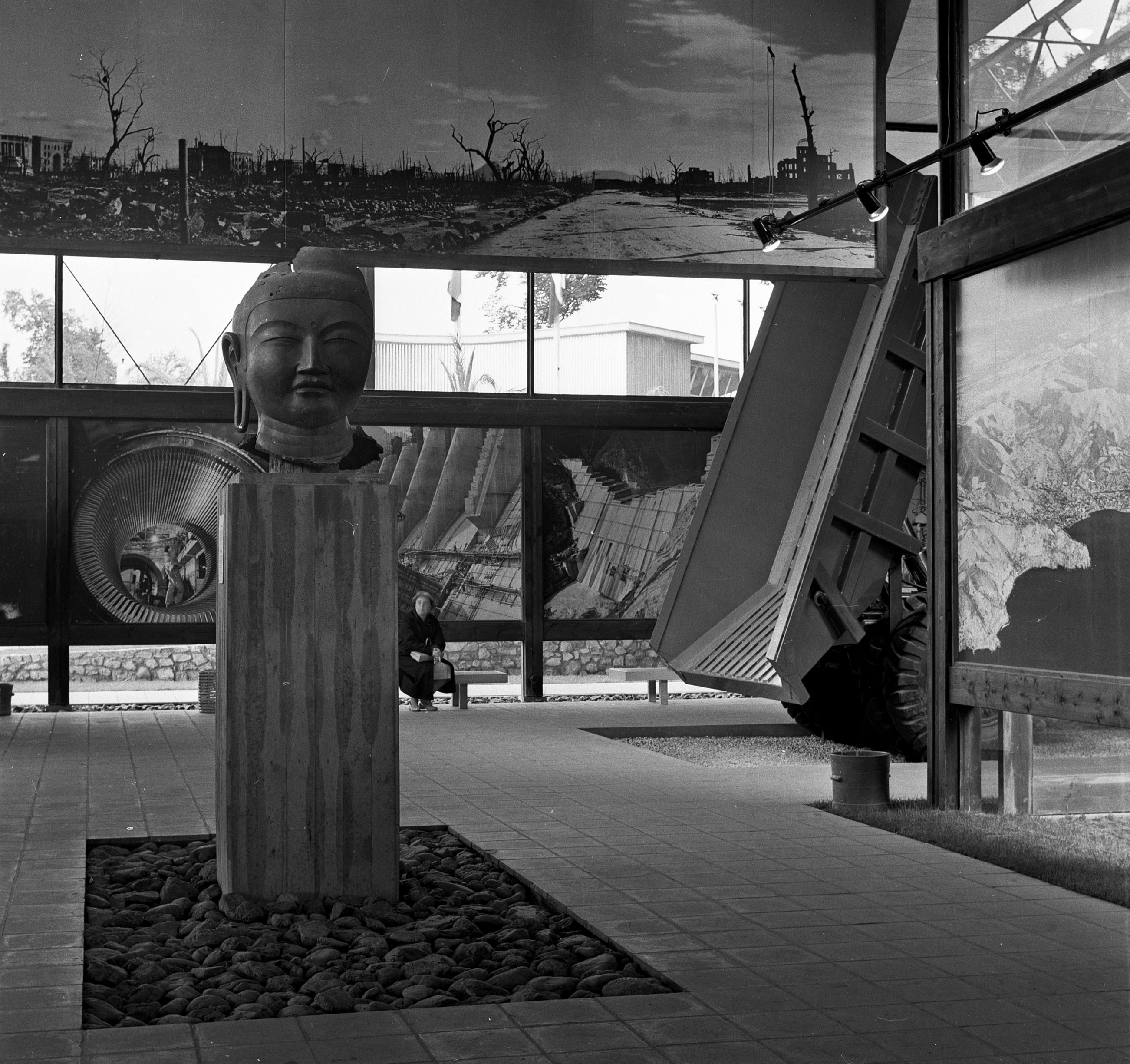
Interieur du pavillon du Japon.
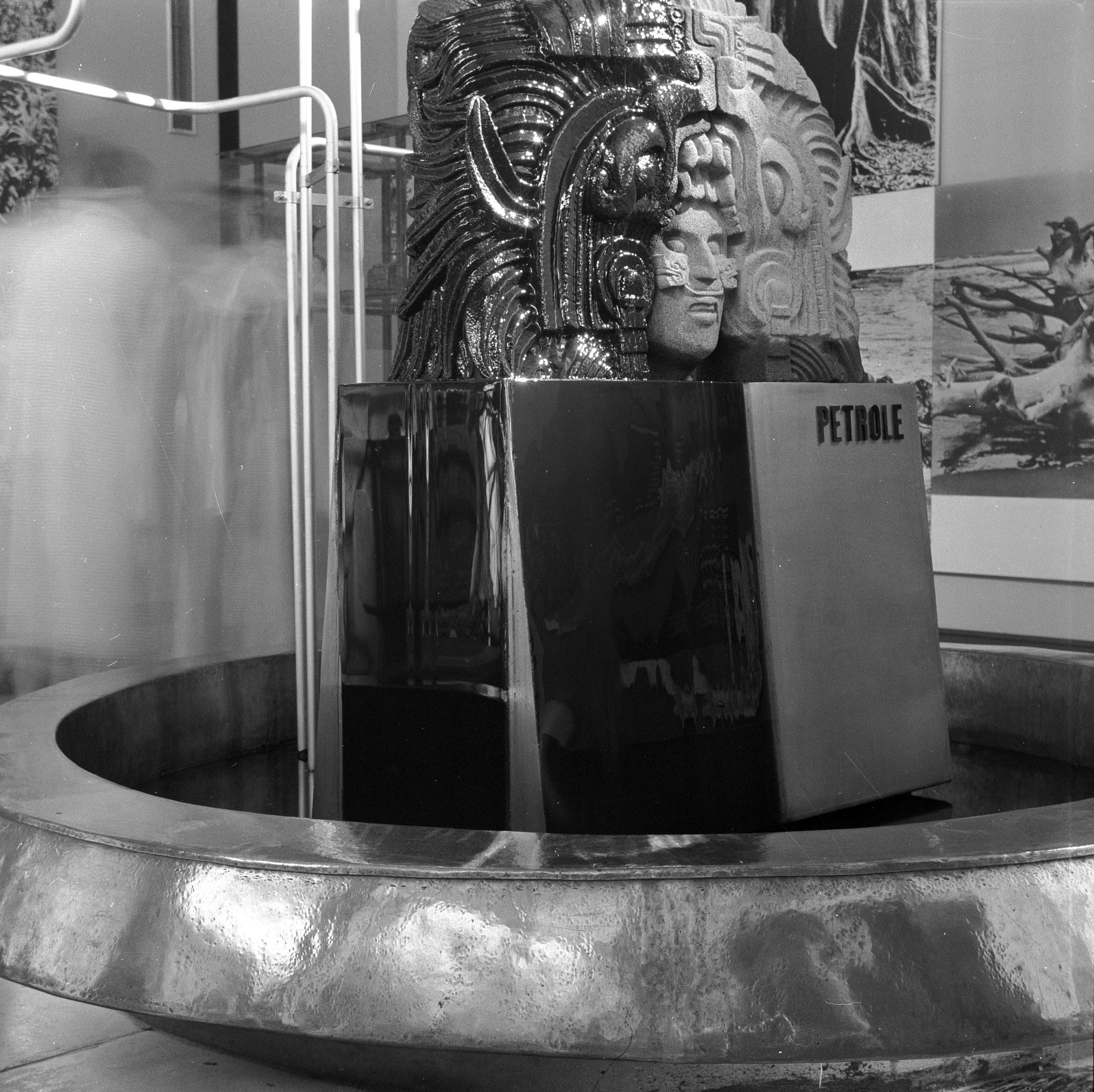
Interieur du pavillon du Venezuela et son pétrole.
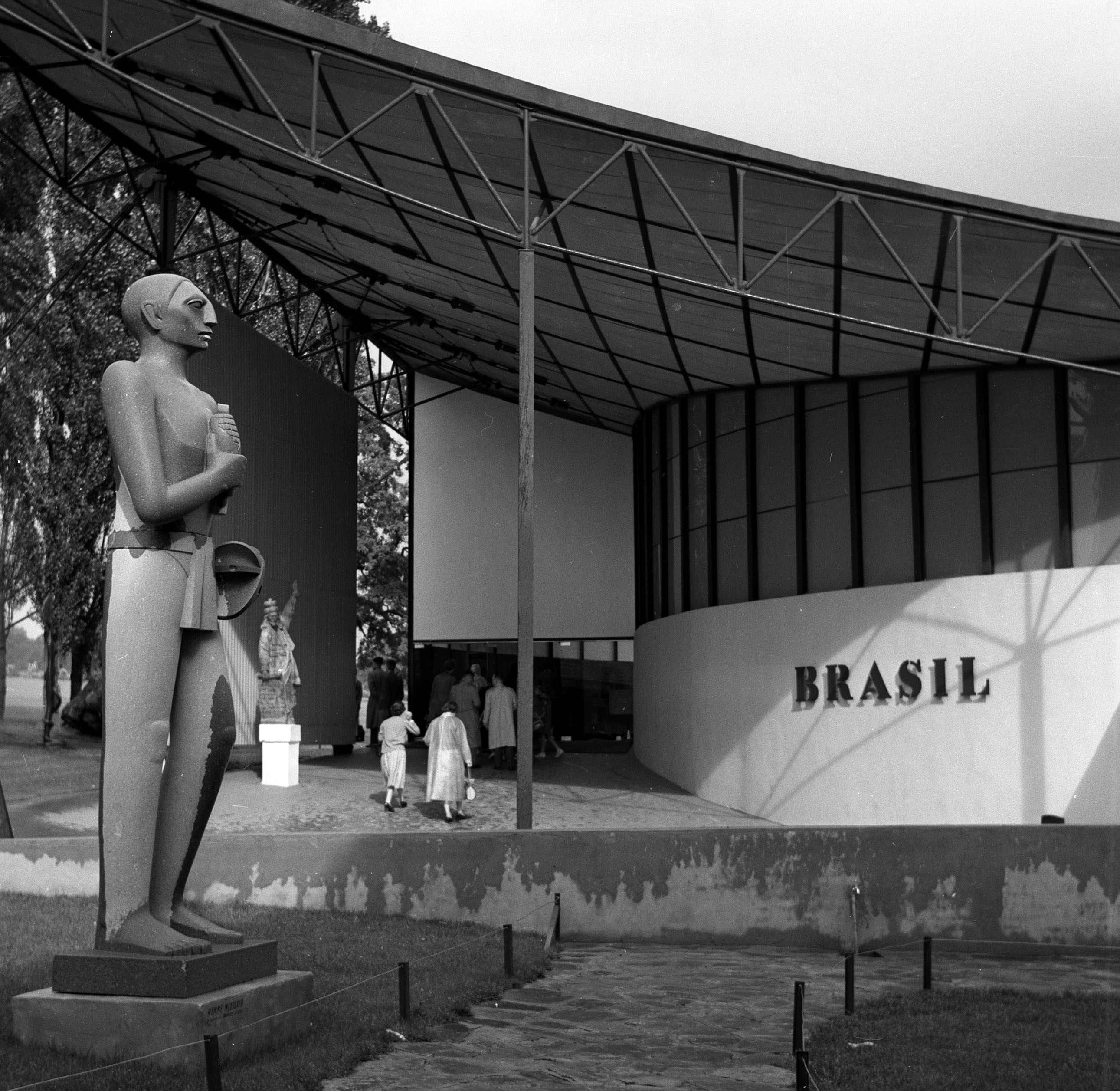
Pavillon du Brésil.
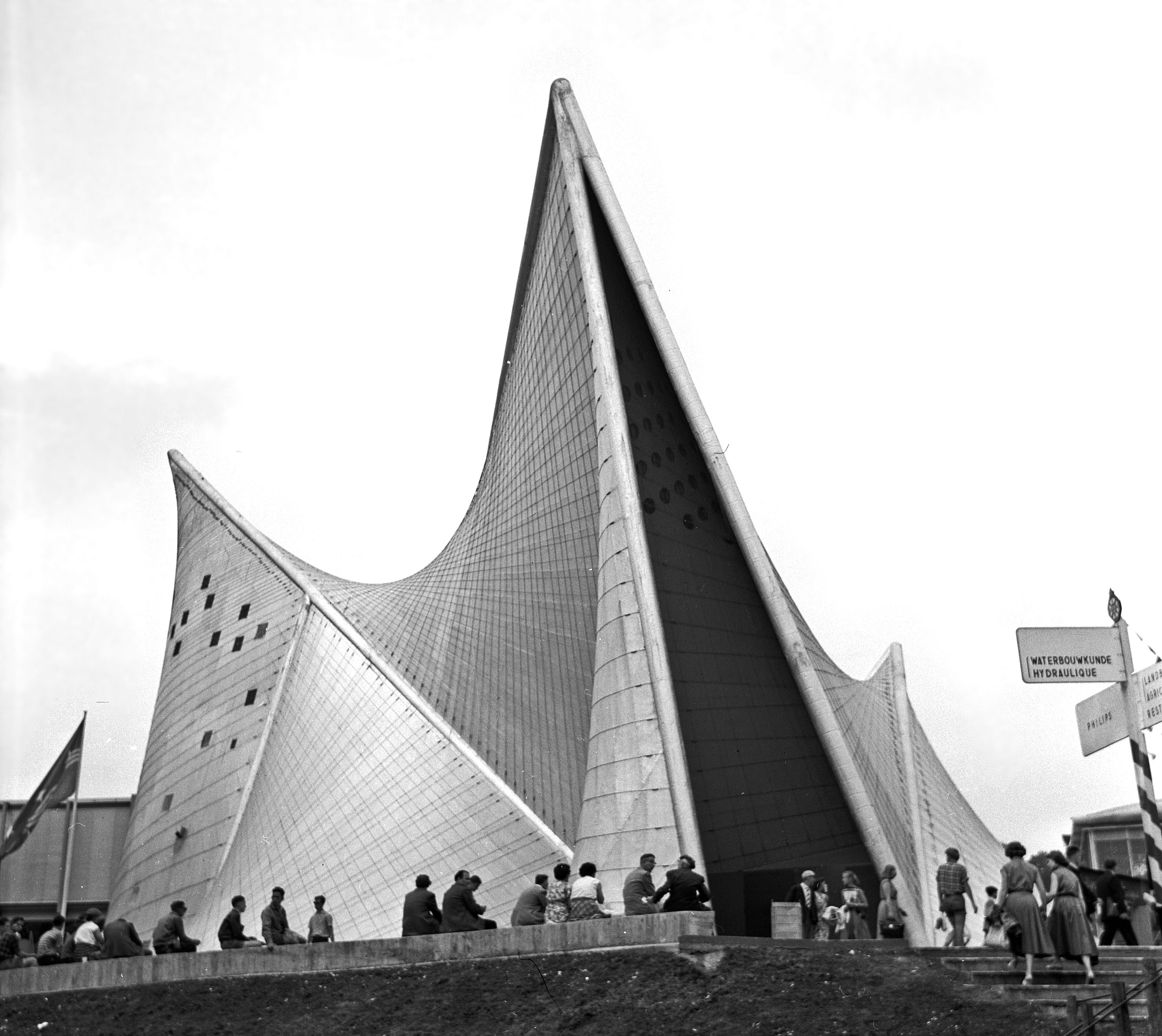
Pavillon Philips avec utilisation du béton renforcé.

## Finale de football
Parmi les nombreuses manifestations et festivités organisées en marge de l'Expo 58, il y a la grande finale de la Coupe des clubs champions, disputée au stade du Heysel. Le Real Madrid s'impose 3-2, après prolongation, devant l'AC Milan. C'est la toute première finale européenne de football jouée en Belgique.

## Les transformations de la ville liées à l’Exposition
Dans les années 1950, la métamorphose de la société et la foi en la modernité ont sur la physionomie de la ville, des conséquences considérables qui se lisent encore aujourd’hui dans son paysage. L’un des phénomènes les plus marquants est l’adaptation de l’espace public à la circulation automobile.
En 1952, la jonction ferroviaire souterraine Nord-Midi, qui traverse le centre-ville, est inaugurée, avec sa nouvelle gare Centrale et celles de Chapelle et Congrès, au terme d'un chantier d'une cinquantaine d’années, délai qui s'explique par les suspensions de travaux dues aux guerres et aux crises. Au-dessus du tunnel à six voies, on aménage une enfilade de boulevards destinés à la circulation rapide et qui seront, petit à petit, bordés d'immeubles de bureaux. La cathédrale gothique Saints-Michel-et-Gudule, dégagée par les expropriations entraînées par les travaux, se dresse, légèrement en retrait par rapport à la nouvelle voirie (on a dévié le tracé du chantier pour la préserver). On érige aussi la première tranche de travaux de la nouvelle Bibliothèque royale de Belgique et d'un nouveau Palais des Congrès doté d'une accessibilité exceptionnelle à deux pas de la gare centrale où passent les trains internationaux et de l'Air Terminus qui, depuis 1952, amènent au centre-ville les voyageurs aériens grâce à une liaison directe par chemin de fer avec l'aéroport de Bruxelles National.

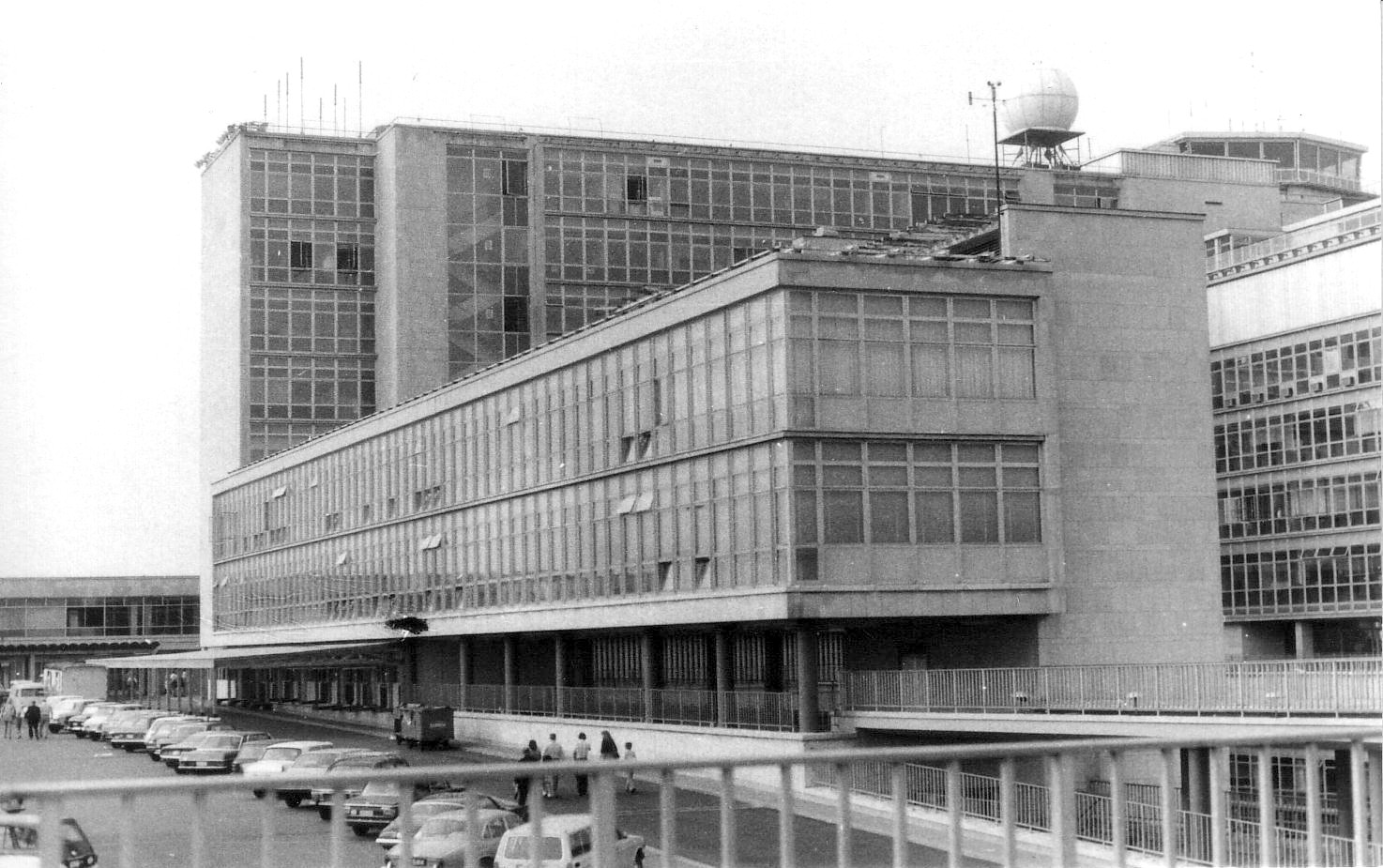
Aérogare 58 à l'aéroport de Bruxelles-National, par les architectes Joseph Moutschen, Maxime Brunfaut et Georges Bontinck, vue en 1974.

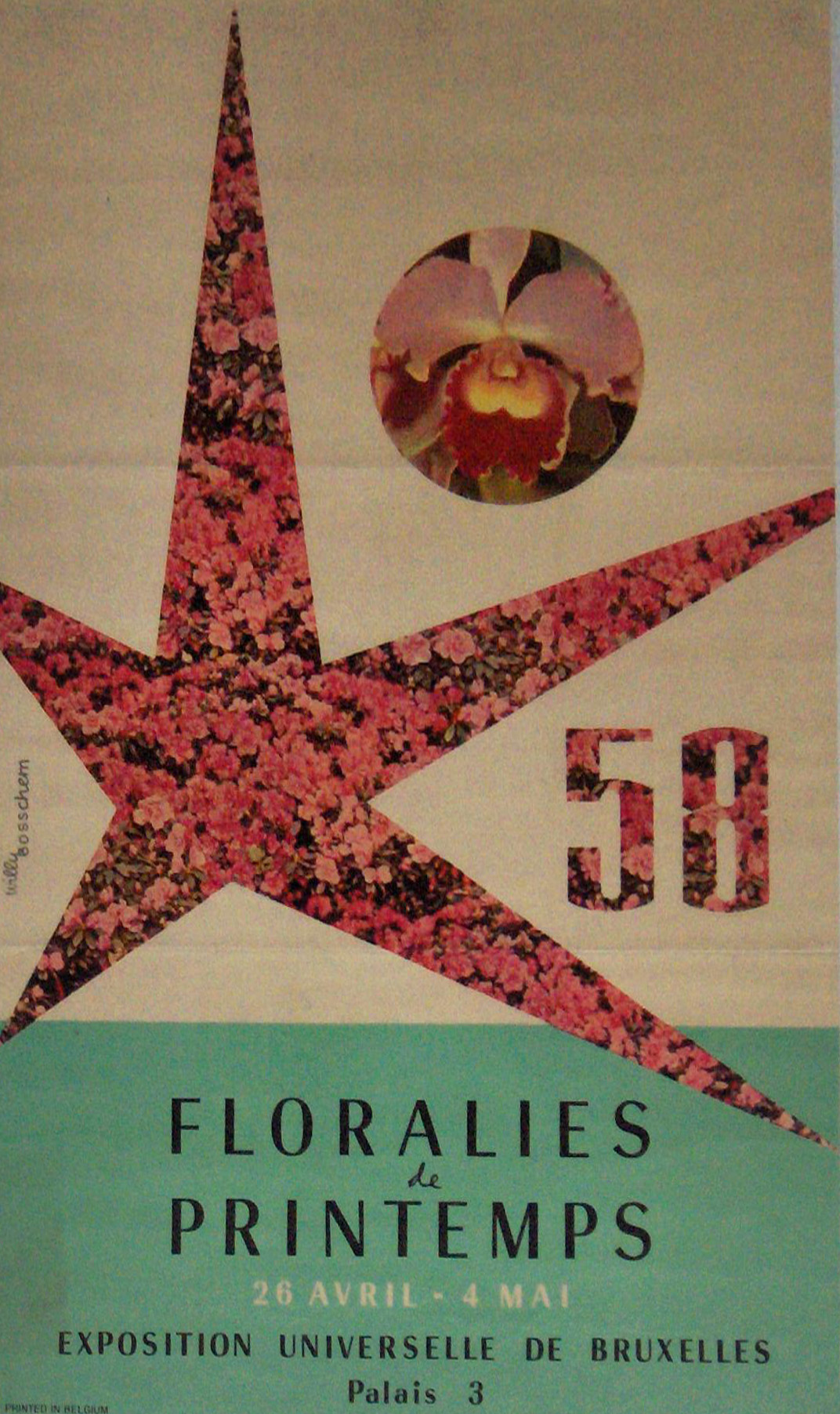
Affiche de l'Exposition, œuvre de Willy Bosschem reprenant le logotype de Lucien De Roeck.

Ce souci de favoriser le développement du chemin de fer en centre-ville pour favoriser l'accès de la capitale se double d'une volonté d'adapter celle-ci à la circulation automobile. Dès les travaux de l'Expo, et tout au long de la décennie suivante, ce sera la caractéristique principale de l'urbanisme bruxellois étendu aux dix-neuf communes de la capitale. À partir de 1954, de gigantesques travaux d’infrastructure mettent la capitale belge sens dessus dessous. En prévision de l'Expo 58 et pour anticiper l'accroissement du parc automobile, le réseau routier est remodelé, notamment la petite ceinture, une couronne de boulevards aménagée sous Napoléon 1er à l'emplacement des anciens remparts médiévaux qui entouraient le centre-ville. On en fait une voie rapide inspirée d'exemples américains pris pour référence par le ministre des travaux publics Omer Vanaudenhove. En plus, un premier tronçon de l'autoroute de grande périphérie, appelé le Ring de Bruxelles est entamé dans le secteur proche des terrains de l'Exposition dans le but de canaliser le trafic vers l’Expo 58.
Parallèlement, les théories urbanistiques développées avant la guerre refont surface. Synthétisées dans la Charte d'Athènes, élaborée lors du quatrième Congrès international d'Architecture moderne en 1933, ces idées n’ont guère pu être concrétisées jusqu’alors. L'avant-garde préconise de remodeler les villes en suivant les méthodes de standardisation de l’industrie et la conception sobre et rationnelle de la beauté, véhiculée par l'art moderne. Découlant de son analyse des besoins humains universels, un nouveau modèle de ville est imaginé par elle, supposé applicable partout dans le monde. Il doit permettre à l’homme de s’épanouir pleinement dans une ville qui, parfaitement mise en ordre, peut enfin atteindre sa pleine efficacité. Afin d’améliorer la santé et l'hygiène, la ville d'hier, avec ses rues et ses rangées de maisons basses, est, selon les principes préconisés, appelée à céder la place à une cité faite d'immeubles en hauteur, bénéficiant d'un large ensoleillement. Leur nombre plus restreint présente l’avantage de libérer le sol, aménagé en vaste parc public. La ville nouvelle doit en outre s'organiser rationnellement en aires spécialisées, suivant quatre grandes fonctions : habiter, travailler, circuler et cultiver son corps ainsi que son esprit.
Les premières applications à grande échelle de ces théories visionnaires sont menées aux États-Unis, où migrent de nombreux architectes d’avant-garde pendant la Seconde Guerre mondiale. En Europe, le modèle le plus célèbre est l’unité d'habitation ou « Cité radieuse » de Le Corbusier, qui connait cinq réalisations, dont la première à Marseille entre 1947 et 1952. Après la guerre, on est convaincu que ce modèle urbanistique est le meilleur qui soit. À la fin des années 1950, sous l’effet du mirage de la ville américaine, les premières tours entament leur ascension dans le ciel bruxellois. En tête, la tour de la Prévoyance sociale, près du Jardin Botanique, achevée en 1957, suivie de peu par le Centre international Rogier en 1958. Véritable cité verticale, il se compose de plusieurs parties jointes les unes aux autres en un ensemble organique. Face à la place Rogier, dans la perspective des boulevards du centre, se dresse une tour de bureaux de trente étages avec galerie commerciale au rez-de-chaussée, deux salles du Théâtre National avec toutes leurs installations techniques, le tout connexe à une aile courbe de même hauteur abritant des appartements à l'arrière de la tour, le long de la rue du Progrès dans laquelle s'ouvre aussi l'entrée de la troisième partie de l'ensemble, de grandes salles d'expositions avec parking à étages. Cette réalisation présentait un ensemble de fonctions, bureaux, habitat et culture matérialisant le programme de mixité des fonctions tant vanté par une nouvelle école d'urbanistes qui commence à apparaître pour lutter contre la ville mono fonctionnelle de la Charte d'Athènes. Cette exceptionnelle réalisation sera détruite en 2001 pour être remplacée par un immeuble mono fonctionnel, la tour Rogier, ce qui peut être considéré comme une régression totale, particulièrement par la disparition des logements. En 1956 débute le chantier de la Cité administrative de l'État, boulevard Pachéco. Au début du XXIe siècle, la cité sera rénovée, la tour du ministère des finances étant élargie et les longues barres basses dominant les jardins, appelées Quartier des Arcades, étant promises à recevoir de l'habitat à la place des bureaux. Le plan du centre de Bruxelles, dénommé le Pentagone de par sa forme, élaboré par le bureau Tekhné en 1962, prévoyait de rayer de la carte les trois-quarts du tissu urbain considéré comme vétustes pour laisser place à des constructions en hauteur. Ce plan ne fut pas réalisé.
En 1957, le Parking 58 a aussi été construit en plein cœur de Bruxelles, pour accueillir toutes les voitures des visiteurs de l'Expo 58 qui se rendraient dans le centre-ville à des fins de visites touristiques.
Sous l’influence de puissants enjeux économiques, la force utopique des théories de la Charte d’Athènes disparaît cependant rapidement. En l'absence de plan d’ensemble, et malgré d'indéniables réussites architecturales, les nouveaux immeubles poussent le plus souvent comme des objets isolés, sans s’harmoniser avec le reste de l'environnement urbain. La plupart des nouveaux édifices du centre étant destinés au secteur tertiaire, alors en pleine expansion, le cœur de Bruxelles se vide peu à peu de ses habitants. Ceux-ci migrent vers la périphérie qui connaît une vague phénoménale de constructions résidentielles, encore amplifiée par la nouvelle mobilité qu’offre la voiture. Dans ces nouveaux quartiers, c’est l'initiative individuelle qui prévaut, tout au plus canalisée par des prescriptions urbanistiques imposant des gabarits et des matériaux passéistes aux constructions. Au sein de ces artères bâties d'habitations unifamiliales dévoreuses d’espace s'insèrent cependant quelques réalisations remarquables.
En dehors de Bruxelles, l'État belge modernise également d'autres infrastructures, comme la gare des Guillemins à Liège, édifice de style  fonctionnel qui sera remplacée au début du XXIe siècle par une construction de type futuriste. En septembre 1953, la Sabena inaugure les premiers services commerciaux en hélicoptère en Europe en reliant par Sikorsky S-55 Bruxelles à Lille en France, à Rotterdam et Maastricht aux Pays-Bas ainsi que Cologne et Bonn en Allemagne. En 1954, la Sabena inaugure la relation de Liège à Bruxelles avec le même hélicoptère hélicoptère Sikorsky S-55. Quelques vols seront organisés depuis l'héliport de Paris, dont un par le Club Mickey affrêtant deux hélicoptères pour les gagnants d'un de ses concours : chaque hélicoptère ne dispose en effet que de six places (le retour s'effectuera plus modestement en DC3 de ligne).
En 1958, au moment de l'Expo, dans le réseau d'hélicoptères, ce sont - outre l'héliport à la place de la vieille gare de l'Allée Verte - l'héliport au sommet du building de la compagnie aérienne Sabena en face de la gare de Bruxelles-Central ainsi qu'un héliport à l'Expo, à côté des Palais des Expositions datant de l'Exposition universelle de 1935, des bâtiments caractérisés par des arches de longue portée dégageant un espace intérieur libéré de soutènement.

## Cinquantenaire
En 2008, à l'occasion du cinquantième anniversaire de l'Exposition, de nombreuses publications, manifestations, expositions et évènements sont prévus. Le coup d'envoi a lieu le 17 avril.
La plus grande de ces commémorations est la construction d'un pavillon, baptisé "Pavillon du bonheur provisoire". Il est entièrement conçu avec des casiers de bière Jupiler, mais, afin de ne pas rendre l'événement publicitaire, les marques ont été peintes. L'ensemble ressemble à un bunker jaune, éventé par les poignées des casiers, savamment réparties par les ingénieurs architectes (Groupe V+). L'intérieur fait penser à une église car des colonnes apparaissent pour soutenir le toit, colonnes qui se rejoignent en composant des voûtes. Place Publique, société d'organisations culturelles et muséologiques (Juste Lipse, Expos universelles...) dirigée par l'ancien administrateur du PASS de Frameries, Jean-Marc Providence, a la charge de concevoir l'exposition à l'intérieur. Au programme : objets anciens, témoignages, photos, film sur écran géant et de nombreux jeux sur le monde de 1958, notamment. Le 17 avril, l'inauguration officielle en présence de Henri Simons, président de l'Atomium et de Freddy Thielemans, bourgmestre de Bruxelles, rassemble des milliers de personnes qui restent jusqu'à la fin où un spectacle pyrotechnique enflamme l'Atomium. Le pavillon reste ouvert 186 jours pour fermer ses portes le même jour qu'en 1958.
Autour de cet événement majeur, d'autres villes comme Soignies et Bruxelles organisent des expositions satellites, sans lien avec les autres, afin de commémorer l'événement à leur façon.

### Littérature
- Expo 58, Jonathan Coe, éditions Gallimard, 2014. Ce roman, écrit à l'occasion d'une résidence de l'écrivain à la villa Hellebosch, en Flandre, trouve sa source dans la "fascination" de l'écrivain à l'égard de l'Atomium et de "toute l'histoire de l'Expo 58". Le récit s'appuie sur une documentation importante et de première main: témoignages d'hôtesses, documents d'architecture, publications d'époque, pour évoquer l'Exposition universelle de 1958 selon les points de vue de ceux qui, venus des quatre coins du monde, l'ont bâtie et animée[11].
- Expo 58, l'espion perd la boule. Une nouvelle enquête de Michel Van Loo, détective privé, Alain Berenboom[12]